# Spiral: Suiri no Kizuna
Spiral: The Bonds of Reasoning (яп. スパイラル〜推理の絆 Spiral: Suiri no Kizuna, Спираль: Логические Цепи) — серия манги, написанная Кё Сиродайрей и иллюстрированная Эйтой Мидзуно. Впервые публиковалась издательством Enix, затем Square Enix в ежемесячном журнале Monthly Shōnen Gangan с февраля 2000 года по октябрь 2005 год. Всего было выпущено 15 томов манги. Позже Сиродайра и Эйта создали приквел под названием Spiral: Alive, которая публиковалась издательством Gangan Wing в журнале Monthly Shōnen Gangan с апреля 2004 года по июнь 2008 года. Всего было выпущено 5 томов.
На основе сюжета манги студией J.C.Staff был выпущен аниме-сериал, который транслировался по телеканалу  TV Tokyo с 1 октября 2002 по 25 марта 2003 года. А также выпускались в девяти DVD изданиях в 2002 и 2003 годах. Манга и сериал были лицензированы на территории США компаниями  Yen Press и FUNimation. На основе сериала было выпущено также 4 романа и серия CD драм.

## Сюжет
2 года назад старший брат Аюму Наруми — Киётака, знаменитый детектив и пианист исчез бесследно. Единственный ключ к разгадке это ключевая фраза — «дети клинка», который Киётака передал в своём последнем телефонном сообщении. Теперь (через 2 года) Аюму живёт вместе с его женой и является учеником средней школы академии Цукиоми. Однако внезапно его обвиняют в покушении на убийство одной из учениц школы. Вскоре Аюму узнаёт, что девушка как то связана с детьми клинка. И он вместе со школьной журналисткой по имени Хиёно Юйдзаки пытаются разгадать тайну, кто же такие дети клинка.
Дети клинка, известные также как проклятые дети, являются на протяжении почти всей истории главной загадкой. Они отличаются от людей особыми глазами, похожими на кошачьи и отсутствием одного ребра в грудной клетке. Аюму позже обнаруживает, что Кёске Асадзуки, Рёко Такамати, Канон Гилберт являются детьми клинка. Аюму должен выступать в качестве их защитника.
Аниме сериал начинает историю с шестой главы манги и сюжет сравнивает детей лезвия с птенцами кукушки, которых подкладывали в «гнёзда людей» чтобы те выросли и к концу своей жизни сходили с ума.
Около тридцати лет назад был рождён человек по имени Айба Мидзусиро, у которого не хватало ребра в правой грудной клетке. Когда Киётака преуспел во всём, в 23 года он вошёл тайное общество, которое должно было управлять мировым сообществом, общество быстро росло и набирало силы. Айба стал инициатором проекта «дети лезвия» и в лабораторных условиях создал своих клонов, удалив у всех одно ребро в знак связи с Айбой. Эти дети должны были быть гениями и расти с собственными правами, но однажды они должны сойти с ума и стать смертоносными аватарами Абы. Однако организация Айбы разделилась на 3 части, которые разработали разные планы относительно детей лезвия:
- Хранители Считают, что нужно создать больше детей лезвия. После смерти Айбы их планы стали неопределёнными.
- Наблюдатели Считают, что достаточно наблюдать за созданными детьми и вести отчёты.
- Охотники Считают, что дети клинков потенциально опасные и их надо уничтожить, в том числе и Айбу.

Айбу убил Киётака, так как первый мечтал преобразить мир и создать новую расу на основе проекта детей клинка. После смерти Айбы проект был приостановлен. Киётака также пытался остановить «Охотников» которые намеревались убить детей клинка. 
Также, как Киётака и Айба были связаны между собой, Аюму встречает свою вторую половину — Хидзуми Мицисиро, младшего брата Айбы и того, кто пробудит кровь оставшихся детей клинка. Аюми дружится с Хидзуси и решает защитить детей клинков.

## Spiral: Alive
Действие разворачивается вокруг Имари Сэкигути, которая влюбилась в Сиро Савамуру, мальчика, который собирается стать детективом. Но перед тем, как Имари решает признаться в любви, Сиро внезапно бросает учёбу. Имари узнаёт, что Сиро встречается с симпатичной девушкой по имени Юкинэ Аманаэ. Но никто не знает, что она на самом деле убийца. Тем временем полицейский Тори Саики расследует загадочные убийства связаны с Аманаэ. Позже Имари, Сиро и Саики принимают участие в событиях, которые связаны с детьми лезвия.

## Список персонажей
Аюму Наруми (яп. 鳴海歩) — Главный герой сериала. он очень умный, но замкнутый в себе и не уверенный. Хорошо играет на пианино а также отличный повар. Много заботится о своей «сестре» которая была женой пропавшего брата Аюму. Позже Хиёно становится главной опорой в жизни Аюму. Он и Худзуми являются фактически клонами, которые были созданы в лабораторных условиях. По этой причине у обоих имеются биологические дефекты. Сам Аюму был создан в качестве страховки, в случае, если что-то случится с Худзуми. Всё это началось, когда «отец» Аюму и Худзуми был пианистом, однако после аварии его пальцы перестали работать, он решил прибегнуть к науке, чтобы восстановить пальцы. Сэйю: Кэнъити Судзумура
Киётака Наруми (яп. 鳴海清隆) — Старший брат Аюми, который был воплощением идеала для Аюму. Стал пианистом мирового класса в возрасте 10 лет, а позже — детективом. Он женился на Мадоке и исчез через год. Он также главная причина, почему Аюму сомневается в себе, сравнивая себя с ним. После исчезновения многие предполагали, что он умер, но Аюму знает, что Киётака связан с детьми лезвия. Аниме не раскрывает причину его исчезновения, в манге он является кукловодом, и создал ситуацию, когда Аюму теряет какую либо поддержку, даже со стороны Хиёно. Он живёт с Мадокой и контролирует организацию из Японии. Сэйю: Кадзухико Иноуэ
Хиёно Юйдзаки (яп. 結崎ひよの) — Печально известная журналистка школы. Хиёно весёлая и энергичная девушка, а также умная и быстро мыслит. Дружит с Аюму. Может взламывать компьютеры. Любит пищу, приуготовленную Аюму. В конце выясняется, что Хиёно была частью плана Киётаки и поэтому знает многое о детях лезвия. Она на несколько лет старше Аюму и была нанята, чтобы стать Хиёной Юйдзаки для Аюму и раскрыться в последнем моменте и убить его. Однако как показано за долгое время Хиёна очень приблизилась к Аюму и объявила, что ненавидит Хиётаку больше, чем кто-либо другого. После этих событий Хиёно покидает Японию и отправляется в Германию на несколько лет. В манге Хиёно посещает Аюму, который из-за дефектов в организме вынужден теперь лежать в больнице, но он сочиняет музыку. Она просит сыграть её на пианино, он соглашается. Сейю: Масуми Асано
Айз Разерфорд (яп. アイズ·ラザフォード) — Ему 17 лет и он стал пианистом мирового класса и уступает по технике только Киётаки. Он на четверть англичанин. Сначала кажется, что он бессердечный. Он заботится о других детях клинка, и сам пытается выжить. Он также главная цель охотников как их лидер. Имеет особую связь с Канонэ. Позже выясняется, что половину детей лезвия являются его братьями и сёстрами. Сейю: Акира Исида
Канон Гилберт (яп. カノン·ヒルベルト) — Он ребёнок лезвия и страдает раздвоением личности. Одна его сторона милая и добрая, другая — агрессивная и манипулятивная. Его любимая еда бананы и бобовый джем. Очень близок к Айз, и стал страдать, когда чувствовал, что он становится всё дальше от него. В манге Канон упоминает, что он и Айз — братья. Каное беспощаден к тем, кто угрожает детям лезвия и даёт им ложные надежды, также заинтересован в убийстве Аюму, так как уверен, что у детей лезвия нету никакой надежды. В манге Канон хочет убить своих друзей, чтобы их не убили охотники. Сейю: Кэндзи Нодзима
Худзуми Мидзусиро (яп. ミズシロ 火澄) — Появляется только в манге, Он младший брат Айбы — отца детей клинка. Он полная противоположность Аюму во всех смыслах. Очень злой и манипулятивный, хотя хорошо ладит с Аюму. Очень похож на Канона. Всегда улыбается, хотя является смертельно опасным убийцей. Он знал с самого начала, что он и Аюму — одинаковые клоны. В бою Хидзуми отказался убить Аюму в бою, хотя у него было абсолютное преимущество. Позже пытался покончить жизнь самоубийством спрыгнув с Токийской башни и проводит остаток своей жизни в больнице, где он в конце концов умирает. В больнице он использовал своё тело на экспериментах, чтобы продлить жизнь клонам, в результате чего Аюми смог прожить гораздо дольше.
Мадока Наруми (яп. 鳴海まどか) — Бывшая жена Киётаки. Она работает в качестве полицейского детектива, и в большинстве случаев может перехитрить Аюму. Её умение расследования замечательное, но из-за работы она редко бывает дома, и поэтому не может сделать домашнюю работу. Заботится об Аюму. Сейю: Котоно Мицуиси
Кёске Асадзуки (яп. 浅月香介) — Самый агрессивный и жестокий из всех детей лезвия. Готов без колебаний убивать всех, кто представляется какую либо опасность. Также не боится прятаться от охотников. Не доверяет Айз и часто спорит с ним. Он бросил школу из-за прогулов и стычек с учителями. Является другом детства Рёко Такамати. После основных событий пошёл учится в колледж с Рёко и становится главным персонажем в Spiral Alive. Сейю: Такэси Кусао
Рио Такэути (яп. 竹内理緒) — Самая маленькая из детей лезвия. Она похожа на 13-летнего ребёнка, хотя ей уже 16 лет. Также самая хитрая и расчётливая из всех. Может создавать бомбы но ей трудно убивать тех, кого она считает врагами. Может избегать сложных ситуаций. Влюблена в Айза и привязана к Кёске. Позже Рио отправляется работать в страны третьего мира. Сейю: Юй Хориэ
Рёко Такамати (яп. 高町亮子) — Самая спортивная из всех детей лезвия. Прирождённый бегун и может запросто всех обогнать, но в отличие от других детей лезвия презирает убийство в любой его форме. Не ладит с Айзем из-за прошлых проблем и заботится о Кёске, хотя может запросто использовать как боксёрскую грушу. Имеет сильную интуицию. Хочет однажды стать олимпийской спортсменкой. Сэйю: Като Хитоми
Саёко Сиранагатани (яп. 白長谷小夜子) — Одна из детей лезвия. Надеялась, что не будет страдать, как у другие. Таинственным образом упала с крыши школы. И Аюму стал первым подозреваемым в умышленным убийстве Саёко, так как был в это время по близости. Позже она выздоравливает. В манге, она пыталась покончить жизнь самоубийством в возрасте 10-ти лет после смерти её матери. После покушения, она полностью потеряла память. Сейю: Май Накахара
Айба Мидзусиро (яп. ミズシロ・ヤイバ) — Он «отец» детей клинков. Родился без одного ребра в правой части грудной клетки. Вступил в тайное мировое общество и быстро приобрёл так влияние. Он является инициатором проекта «дети лезвия» и в лабораторных условиях создал своих клонов, удалив у всех одно ребро в знак связи с Айбой. Эти дети должны были быть гениями и расти с собственными правами, но однажды они должны сойти с ума и стать смертоносными аватарами Айбы. После смерти Айбы проект был приостановлен.

## Манга
Манга была написана Кё Сиродайрей и иллюстрирована Эйтой Мидзуно. Впервые публиковалась издательством Enix, затем Square Enix в ежемесячном журнале Monthly Shōnen Gangan с февраля 2000 года по октябрь 2005 год. Всего было выпущено 15 томов.. Манга была лицензированная на территории США компанией Tokyopop, выпуск первого тома на английском состоялся в октябре 2005 года.
| № | Дата публикации   | ISBN                   |
| --- | ----------------- | ---------------------- |
| 1 | Февраль 22, 2000  | ISBN 978-4-7575-0175-1 |
| - 1. The Invisible Murderer in the Balcony (Первая часть) - 2. The Invisible Murderer in the Balcony (Вторая часть) - 3. Arrow of Revenge - 4. The Room with the Special Lock (Первая часть) - 5. The Room with the Special Lock (Вторая часть)               |                   |                        |
| 2 | Июль 22, 2000     | ISBN 978-4-7575-0271-0 |
| - 6. The Room with the Special Lock (Третья часть) - 7. Explosion Incident - 8. Mysterious Rib Bone - 9. The Happiness of the Believer (Первая часть) - 10. The Happiness of the Believer (Вторая часть)                                                      |                   |                        |
| 3 | Декабрь 20, 2000  | ISBN 978-4-7575-0370-0 |
| - 11. The Strength of Youth - 12. vs. Rio - 13. Break Through the Heavily Guarded Net - 14. The Choice of the Believer |                   |                        |
| 4 | Июнь 22, 2001     | ISBN 978-4-7575-0468-4 |
| - 15. The Follower's Decision - 16. The Loser's Day - 17. 5 O'Clock Thunder - 18. A Cold Equation - 19. All That You Can Do |                   |                        |
| 5 | Октябрь 22, 2001  | ISBN 978-4-7575-0557-5 |
| - 20. Only One Way to Disappear - 21. Good Night Sweet Hearts - 22. Dried Eyes - 23. Night Comes Again - 24. Moving Target - 25. Like a Swan |                   |                        |
| 6 | Апрель 22, 2002   | ISBN 978-4-7575-0678-7 |
| - 26. Distant Dawn - 27. Waltz into Darkness - 28. Death Is My Dancer - 29. Black Angel - 30. Dark Path of Terror - 31. The Mocker's Position |                   |                        |
| 7 | Сентябрь 21, 2002 | ISBN 978-4-7575-0790-6 |
| - 32. The Sound of a Cookie Crumbling - 33. The Existence of the Glass Box - 34. Who Knows Heaven's Fate - 35. La Campanula - 36. The Darkness Must Not Fall                                                                                                  |                   |                        |
| 8 | Январь 22, 2003   | ISBN 978-4-7575-0854-5 |
| - 37. The Game of Rat and Dragon - 38. The Scanner of Darkness - 39. Brothers - 40. The Choice of Life |                   |                        |
| 9 | Июль 22, 2003     | ISBN 978-4-7575-0982-5 |
| - 41. Ritual of Surrender - 42. The Mote in God's Eye - 43. Time for Love - 44. Is Shroedinger's Cat Alright? - 45. The Eagle Has Swooped Down - Bonus: The Great Detective, Narumi Kiyokata: Kohinata Kurumi's Challenge                                     |                   |                        |
| 10 | Декабрь 22, 2003  | ISBN 978-4-7575-1099-9 |
| - 46. Childhood's End - 47. Your Fighting Song - 48. The Temporary Life Now - 49. Curtain Fall - 50. The War Is Over, the End of the World Begins |                   |                        |
| 11 | Апрель 22, 2004   | ISBN 978-4-7575-1186-6 |
| - 51. Reaching Tomorrow - 52. The Creator's Choice - 53. Blood Music - 54. The Human's Hand Hasn't Been Touched Yet - 55. The Enemy on the Board - 56. As a Person Who Doesn't Believe in Spite of That                                                       |                   |                        |
| 12 | Август 21, 2004   | ISBN 978-4-7575-1252-8 |
| - 57. The Two Faces of the Future - 58. The Doors of His Face, the Lamps of His Mouth - 59. The Weirdness of Them Being Here - 60. And What I Was Afraid of Became Worse - 61. Walking Beneath the Days                                                       |                   |                        |
| 13 | Апрель 22, 2005   | ISBN 978-4-7575-1366-2 |
| - 62. Holy Invasion - 63. Wing's Rustle - 64. In a Graceful Hand That Can Go Out of Order - 65. Toward the Zeroth Hour - 66. The Lost World |                   |                        |
| 14 | Сентябрь 22, 2005 | ISBN 978-4-7575-1521-5 |
| - 67. The Paradox of the Twins - 68. The Freedom of Happiness - 69. The Duo's Sky - 70. In Your Darkness - 71. The Song Sung During the Day You Parted Ways (part 1)                                                                                          |                   |                        |
| 15 | Январь 21, 2006   | ISBN 978-4-7575-1605-2 |
| - 72. The Song Sung During the Day You Parted Ways (part 2) - 73. Headed for Babel - 74. Only One Certain Thing - 75. God's Beautiful World - 76. Softly, The Wing's Decoration - 77. If All Is As It Should Be, There Will Be Many Good Days (Final Chapter) |                   |                        |

Позже Сиродайра и Эйта создали приквел под названием Spiral: Alive, которая публиковалась издательством Gangan Wing в журнале Monthly Shōnen Gangan с апреля 2004 года по июнь 2008 года. Всего было выпущено 5 томов. 
| № | Дата публикации   | ISBN                   |
| - | ----------------- | ---------------------- |
| 1 | Апрель 22, 2004   | ISBN 978-4-7575-0674-9 |
| 2 | Февраль 22, 2007  | ISBN 978-4-7575-1948-0 |
| 3 | Сентябрь 22, 2007 | ISBN 978-4-7575-2114-8 |
| 4 | Февраль 22, 2008  | ISBN 978-4-7575-2221-3 |
| 5 | Август 22, 2008   | ISBN 978-4-7575-2355-5 |

## Список серий аниме
| #  | Название                                                                                    | Дата выхода      |
| -- | ------------------------------------------------------------------------------------------- | ---------------- |
| 1  | Spiral of Destiny «Unmei no Rasen» (運命の螺旋)                                             | Октябрь 1, 2002  |
| 2  | Manor of Death «Shi no Seijukan» (死の聖樹館)                                               | Октябрь 8, 2002  |
| 3  | Cursed Children «Norowareta Kodomotachi» (呪われた子供たち)                                 | Октябрь 15, 2002 |
| 4  | The Happiness of Those Who Believe «Shinjirumono no Kōfuku» (信じる者の幸福)                | Октябрь 22, 2002 |
| 5  | Misty Gallows «Kiri no Shikei dai» (霧の死刑台)                                             | Октябрь 29, 2002 |
| 6  | Blind Spot in the Web «Houi Ami no Hokaku» (包囲網の死角)                                   | Ноябрь 5, 2002   |
| 7  | The Choice of the Nonbeliever «Shinjinumono no Sentaku» (信じぬ者の選択)                    | Ноябрь 12, 2002  |
| 8  | Day of the Defeated «Haisho Bakari no hi» (敗者ばかりの日)                                  | Ноябрь 19, 2002  |
| 9  | All Things That Are Possible to You «Kimi ni Dekiru Arayurukoto» (きみにできるあらゆること) | Ноябрь 26, 2002  |
| 10 | Only One Wise Action «Tatta Hitotsu no Saeta Yari Kata» (たった一つの冴えたやり方)          | Декабрь 3, 2002  |
| 11 | Goodnight Sweetheart «Guddonaito Suītohātsu» (グッドナイトスイートハーツ)                   | Декабрь 10, 2002 |
| 12 | Dry Eyes «Kawaita Hitomi» (乾いた瞳)                                                        | Делабрь 17, 2002 |
| 13 | Overture «Overture -Jokyoku-» (Overture 〜序曲〜)                                           | Декабрь 24, 2002 |
| 14 | Shimmering Fragrance «Amaki Kaori Kagerou ni Nite» (甘き香り陽炎に似て !)                   | Январь 7, 2003   |
| 15 | Like a Swan «Raiku a Suwan» (ライク·ア·スワン)                                              | Январь 14, 2003  |
| 16 | Moving Targets «Marekanezaru Hōmonsho» (まねかれざる訪問者)                                 | Январь 21, 2003  |
| 17 | The Watcher in the Darkness «Kurayami no Sukyanaa» (暗闇のスキャナー)                       | Январь 28, 2003  |
| 18 | The Lamenting Angel «Nageki no Tenshi» (嘆きの天使)                                         | Февраль 4, 2003  |
| 19 | Mirror of the Heart «Kokoro no Kagami» (心の鏡)                                             | Февраль 11, 2003 |
| 20 | Whispering Shadows «Sasayaku Kage» (ささやく影)                                             | Февраль 18, 2003 |
| 21 | The Sound of a Breaking Heart «Kokoro no Kudakeru Oto» (心の砕ける音)                       | Февраль 25, 2003 |
| 22 | The Confession «Kamen no Kokuhaku» (仮面の告白)                                             | Март 4, 2003     |
| 23 | Relentless Rain «Yamanai Ame» (止まない雨)                                                  | Март 11, 2003    |
| 24 | The Man in the High Castle «Takai Shiru no Otoko» (高い城の男)                              | Март 18, 2003    |
| 25 | The Sound of an Iris Freezing and Melting «Ayame no Ite Toku Oto» (アヤメの凍て解く音)      | Март 25, 2003    |

## Критика
- Аниме-сериал получил довольно высокие оценки за его неопределённость сюжета и множества интересных тайных историй.[9]